# Igensdorf
Igensdorf is een gemeente in de Duitse deelstaat Beieren, en maakt deel uit van het Landkreis Forchheim.
Igensdorf telt 5.083 inwoners.

## Plaatsen in de gemeente Igensdorf
| - Affalterbach - Bodengrub - Bremenhof - Dachstadt - Eichenmühle | - Etlaswind - Haselhof - Igensdorf - Kirchrüsselbach - Letten | - Lettenmühle - Lindenhof - Lindenmühle - Mitteldorf - Mittelrüsselbach | - Neusleshof - Oberlindelbach - Oberrüsselbach - Pettensiedel - Pommer | - Stöckach - Unterlindelbach - Unterrüsselbach - Weidenbühl - Weidenmühle |

Rüsselbach is een plaats in de gemeente die bestaat uit de plaatsen Unterrüsselbach, Mittelrüsselbach, Kirchrüsselbach en Oberrüsselbach evenals Weilern Lindenhof, Lindenmühle, Weidenbühl en Weidenmühle.
Dormitz ·
Ebermannstadt ·
Effeltrich ·
Eggolsheim ·
Egloffstein ·
Forchheim ·
Gößweinstein ·
Gräfenberg ·
Hallerndorf ·
Hausen ·
Heroldsbach ·
Hetzles ·
Hiltpoltstein ·
Igensdorf ·
Kirchehrenbach ·
Kleinsendelbach ·
Kunreuth ·
Langensendelbach ·
Leutenbach ·
Neunkirchen a.Brand ·
Obertrubach ·
Pinzberg ·
Poxdorf ·
Pretzfeld ·
Unterleinleiter ·
Weilersbach ·
Weißenohe ·
Wiesenthau ·
Wiesenttal